# فرنکفرت (داکوتای جنوبی)
فرنکفرت(به انگلیسی: Frankfort) شهری در ایالت داکوتای جنوبی کشور ایالات متحده آمریکا است که جمعیت آن در سرشماری سال ۲۰۱۰ میلادی، ۱۴۹ نفر بوده‌است.